# Danilo Herbert
Danilo Herbert (São Paulo, 31 de maio de 1980) é um cantor brasileiro. 
Danilo é vocalista da banda de metal progressivo Mindflow. O cantor também já participou como convidado na gravação de álbuns de outras bandas. Além disso, cantou em importantes shows realizados por outras bandas, como no show do Crimson Glory no ProgPower USA em 2009, feito em tributo ao falecido vocalista Midnight.
Foi eleito o 5º melhor vocalista de 2010 em votação da Roadie Crew.

## Discografia
Com o Mindflow
- (2004) - Just the Two of Us... Me and Them
- (2004) - Words of Wisdom
- (2006) - Mind Over Body
- (2008) - Destructive Device
- (2009) - 365
- (2011) - With Bare Hands

Outros artistas
- (2008) - Former Soul - Screaming For Justice (participação)
- (2010) - Ecliptyka - A Tale of Decadence (participação)